# Oleksandr Beresch
Oleksandr Mychajlowytsch Beresch (ukrainisch Олександр Михайлович Береш, engl. Transkription Oleksandr Beresh; * 12. Oktober 1977 in Perwomajsk, Ukrainische SSR; † 29. Februar 2004 in Kiew, Ukraine) war ein ukrainischer Turner. Er starb bei einem Autounfall in Kiew.

## Erfolge
- Olympiadritter im Mehrkampf (2000)
- Olympiazweiter mit der Mannschaft (2000)
- Dritter der Europameisterschaft am Pferd (2000)
- Dritter der Europameisterschaft mit der Mannschaft (2000)
- Dritter der Weltmeisterschaft am Reck (1997)
- Studenten-Weltmeister im Mehrkampf (1999)
- Deutscher Mannschaftsmeister mit dem KTV Stuttgart (2001 und 2002)